# Rhyparus verrucosus
Rhyparus verrucosus är en skalbaggsart som beskrevs av Schmidt 1916. Rhyparus verrucosus ingår i släktet Rhyparus och familjen Aphodiidae. Inga underarter finns listade i Catalogue of Life.